# Syzygiella pseudocclusa
Syzygiella pseudocclusa là một loài rêu tản trong họ Jungermanniaceae. Loài này được (E.A. Hodgs.) Feldberg, Kathrin, Váňa, Hentschel & J. Heinrichs miêu tả khoa học lần đầu tiên năm.